# Almost
Almost är ett amerikanskt skateboardmärke som grundades 2003 av de kända skateboardåkarna Rodney Mullen och Daewon Song. Märket ägs av Dwindle Distribution.

## Åkare
- Rodney Mullen
- Daewon Song
- Greg Lutzka
- Chris Haslam
- Lewis Marnell
- Mark Pulman (Europa)
- Cooper Wilt
- Tony Pudwill
- Tom Andersson (Europa)
- Sky Brown